# Chmeľov
Chmeľov je obec na Slovensku, v okrese Prešov v Prešovském kraji. Žije zde přibližně 1 100 obyvatel.

## Poloha
Obec leží západně od řeky Topľa, v jihozápadní části Nízkých Beskyd. Nadmořská výška mírně zvlněného a téměř odlesněného území se pohybuje v rozmezí 310 až 500 m n. m., střed obce je ve výšce 375 m.

## Historie
Podle archeologických nálezů byla obec osídlená v mladší době bronzové. První písemná zmínka o obci pochází z roku 1212, kde je uváděná jako Frigidus fons. Rytířský řád Božího hrobu se zde usídlil koncem 12. století. V roce 1313 byla v rukou Berzeviczyů a v roce 1319 Jána Drienova a později rodu Abovců. V polovině 15. století byla v obci posádka bratříků, kteří odešli v roce 1460 před vojsky Matyáše Korvína. V dalším období se vystřídalo více majitelů. Do 19. století byli majiteli Fehérváryové, Semseyové a Fúzyové. V roce 1828 v 34 domech žilo 249 obyvatel.

## Památky
- Gotický evangelický kostel, který pochází z konce 13. století.[6]
- Klášter z období Rytířského řádu ochránců Božího hrobu, který byl přestavěn v 16. a 17. století na renesanční zámek a upravený v 18. a 19. století. Od roku 1994 je národní kulturní památkou Slovenska.[5][4]